# Cofradía Penitencial de la Santa Eucaristía
La Cofradía Penitencial de la Santa Eucaristía, fundada el 6 de mayo de 1959, es una de las nueve cofradías de la villa de Bilbao (Vizcaya) España. Tiene su sede canónica en el Colegio Nuestra Señora de Begoña (Jesuitas-Indauchu), por lo que es conocida popularmente como Cofradía de los Jesuitas. Está formada por antiguos y actuales alumnos, así como por familiares y amigos, aunque también por personas ajenas al centro escolar. 
La Santa Eucaristía organiza la procesión de Jesús atado a la Columna y Nuestra Señora de la Amargura, que tiene lugar el Sábado de Pasión de la Semana Santa bilbaína por las calles del céntrico barrio de Indautxu, procesionándose los pasos de Nuestra Señora de la Amargura y Jesús atado a la columna'’
Además, esta cofradía es portadora de otras imágenes en diferentes procesiones. El Jueves Santo porta durante la procesión de la Santa Cena el paso de La Última Cena (Juan Guraya, 1943) y en la tarde del Viernes Santo saca a la calle Las Tres Cruces (Quintín de Torre, 1945) en la procesión del Santo Entierro.

## Historia
La Cofradía Penitencial de la Santa Eucaristía se funda como tal, con entidad jurídica propia y con sus propios Estatutos aprobados, el 6 de mayo de 1959, aunque también es cierto que, desde el colegio de Indautxu, ya había participantes en las procesiones bilbaínas desde 1940 como jóvenes representantes de la Cruzada Eucarística de Indautxu, que entonces dirigía José Julio Martínez.
En la misma época, otro numeroso grupo de antiguos alumnos participaba en las procesiones de Jueves Santo y Viernes Santo como filiales de la Cofradía de la Santa Vera Cruz de Bilbao.
Es a raíz de la década de los años 1950 cuando estos dos grupos del colegio acudían juntos a las procesiones, con un lazo que les servía de unión entre los dos: la Banda de Cornetas y Tambores de la Cruzada Eucarística.
Por fin se decide la reorganización y constitución de la Cofradía de la Santa Eucaristía mediante la integración de todos los cofrades: de los Antiguos Alumnos, de los Cruzados Eucarísticos y de su Banda de Cornetas y Tambores. En este año de 1959 y aprovechando la fundación de la cofradía, se nombra a Pérez Izarra, hermano abad de honor perpetuo, por su trabajo incansable durante muchos años a favor de las labores por la cofradía en el seno del colegio.
A partir de la fecha de la constitución de la Cofradía es el jesuita Hermano Marcos el verdadero impulsor de la misma. Fue una época de gran esplendor para el desarrollo y asentamiento del espíritu que generó la cofradía.
Es en los años 70 cuando se produce una severa recesión en el ámbito, no sólo de esta cofradía, sino de todas las hermandades de Bilbao, reduciéndose el número de cofrades y de actividades a realizar, fruto básicamente de dos aspectos: la crisis devocional y el cambio de costumbre en la Semana Santa.
Pero cuando se vislumbraba la desaparición de la propia cofradía e incluso de las propias procesiones, una nueva generación de jóvenes suficientemente motivados, reavivan la llama, inscribiendo nuevos cofrades y participando activamente en la liturgia y pastoral del colegio.
Durante estas últimas décadas, la Cofradía Penitencial de la Santa Eucaristía ha mantenido una línea regular tanto en el número de cofrades activos y benefactores, como en las actividades realizadas, llegando incluso a organizar desde la década de los 90 su propia procesión, el Sábado de Pasión, con la dificultad que ello implica, pero siendo arropados por las demás hermandades de la villa.

## Hermanamientos
La Cofradía está hermanada con las cofradías: 
- Cofradía Penitencial y Sacramental de la Sagrada Cena de Valladolid
- Cofradía de la Flagelación de Jesús de Logroño
- Cofradía de las Siete Palabras y del Silencio de Logroño

## Procesión
Fue en la década de 1990 cuando la Cofradía de la Santa Eucaristía comenzó a organizar su propia procesión por las calles del céntrico barrio de Indautxu. La procesión de Nuestra Señora de la Amargura siempre tiene lugar el Sábado de Pasión, día anterior al Domingo de Ramos, alrededor de las 19:00 horas. Parte del Colegio Nuestra Señora de Begoña (Jesuitas), en la confluencia de las calles Alameda de Urquijo y Doctor Areilza, y termina en la Iglesia de la Residencia de los Padres Jesuitas, en la esquina de Alameda de Urquijo con la calle Ayala. En su itinerario recorre las calles Alameda de Urquijo, Doctor Areilza, Licenciado Poza, Iparraguirre, Ercilla, plaza Moyúa, Gran Vía y Alameda de Urquijo. En ella se procesionan tres pasos propiedad de la cofradía: Nuestra Señora de la Amargura (Jesús Iglesias Montero, 1997), Jesús atado a la columna (Salvador Furió, 1950) y, desde el año 2007, el grupo escultórico conocido como El Calvario (Ecce mater tua) (Anónimo, restaurado en 2006).
El recorrido une los dos centros neurálgicos en los que los jesuitas desarrollan su obra en Bilbao, como son el Colegio Ntra. Sra. de Begoña y la Residencia de los Padres Jesuitas situada en Alameda de Urquijo, donde al finalizar la procesión se realiza un breve acto de oración con todos los cofrades participantes.
Son lugares preferentes para ver esta procesión la salida en el Colegio de Indautxu, la marcha del cortejo por la Gran Vía y la llegada a la Residencia, donde su banda hace sonar en honor de las imágenes el himno de la cofradía, conocido como Zortziko.
Desde su comienzo es tradición que perdura hoy en día, que varias cofradías de otras provincias cercanas con las que está hermanada o con las que tiene una relación especial, la acompañen haciendo sonar sus representativos tambores y bombos.
Algunas de estas cofradías invitadas a su procesión son:
- Cofradía de la Flagelación de Jesús de Logroño
- Cofradía de las Siete Palabras y del Silencio de Logroño
- Cofradía de Nuestra Señora La Virgen de La Soledad de Logroño
- Cofradía del Descendimiento de la Cruz y Lágrimas de Nuestra Señora de Zaragoza
- Cofradía Penitencial y Sacramental de la Sagrada Cena de Valladolid
- Cofradía del Santísimo Cristo del Consuelo y de Santa María Magdalena de Tarazona
- Cofradía de la Santa Vera Cruz de Calahorra

## Pasos e imágenes
La Cofradía Penitencial de la Santa Eucaristía dispone para procesionar de varios pasos, obras de grandes autores imagineros, ya sea en régimen de propiedad o de cesión.
La imagen de Nuestro Señor Jesús atado a la columna, propiedad de esta cofradía, también conocida originariamente como el paso de los azotes, es una obra del imaginero valenciano Salvador Furió Carbonell, data de 1954 y puede ser admirada todo el año en la iglesia del Colegio de Nuestra Señora de Begoña - Jesuitas Indautxu, sita en la calle Doctor Areilza. Procede de la extinta Cofradía de la Sagrada Cena de Baracaldo y recibe culto en la iglesia del Colegio de los Jesuitas de Indautxu.
La otra anda propiedad también de la cofradía, y sobre la que anteriormente procesionaba la Dolorosa de Barakaldo, es una rica obra de arte en orfebrería, realizada por el taller del bilbaíno D. Eloy García, sobre la que desfila bajo palio actualmente la imagen de Nuestra Señora de la Amargura, imagen creada por el escultor sevillano D. Jesús Iglesias Montero en el año 1997. Esta imagen fue bendecida en Sevilla en uno de los lugares con más espíritu cofrade de la capital andaluza, la capilla de la Hermandad de El Baratillo (Sevilla). Actualmente recibe culto en la iglesia del Colegio de los Jesuitas de Indautxu.
Otro de los pasos que porta desde 2007 es el Ecce Mater Tua o también conocido como El Calvario. Representa el momento en el que Jesús crucificado se dirige a Juan que estaba bajo la cruz acompañando a María diciéndole “Hijo, he ahí Tu Madre”. Está expuesta  al culto en la iglesia de la Residencia de los Padres Jesuitas de la calle Alameda Urquijo de Bilbao.
Además, le es cedido por parte de la Cofradía de la Santa Vera Cruz de Bilbao el paso de La Última Cena para procesionar la tarde de Jueves Santo. Se trata de un grupo escultórico, obra de Juan Guraya Urrutia y que data de 1943, que representa a Cristo y sus doce Apóstoles en la Última Cena, resultando especialmente curioso que se trata de un boceto, no una obra acabada. El escultor vasco sólo esculpió las manos, los pies y las cabezas de las figuras. El resto del cuerpo, hecho con yeso, aparece vestido con telas. Tras este boceto, el autor realizó la obra completa que desfila en la Semana Santa de Valladolid.
La tarde de Viernes Santo, también por cesión de la Cofradía de la Santa Vera Cruz de Bilbao, porta el grupo escultórico de Las Tres Cruces, que data del año 1945, obra de Quintín de Torre. En este paso se representa el momento en el que el soldado Longinos le clava la lanza a Jesús, mientras su madre María, de espaldas, se apoya en San Juan para no ver el sacrificio. Destaca por su tamaño y por la presencia de ocho imágenes, tres de ellas clavadas en las cruces.